# Zespół kameralny
Zespół kameralny – niewielki zespół instrumentalny, zwykle nie liczy więcej niż dziewięciu instrumentalistów.
Niektóre spośród nich mają stałe składy instrumentalne.

## Rodzaje
Ze względu na liczbę instrumentów zespoły kameralne dzielą się na:
- duet - dwa głosy, duo - dwa instrumenty
- trio - trzy instrumenty
- kwartet - cztery instrumenty
- kwintet - pięć instrumentów
- sekstet - sześć instrumentów
- septet - siedem instrumentów
- oktet - osiem instrumentów

- nonet - dziewięć instrumentów

Do najczęściej występujących składów kameralnych należą:
- Duo, np. fortepian i skrzypce
- Trio, np. fortepian, skrzypce i flet
- Kwartet fortepianowy (fortepian, skrzypce, altówka, wiolonczela)
- Kwartet smyczkowy (skrzypce I, skrzypce II, altówka, wiolonczela)
- Kwartet dęty (fagot, flet, klarnet, obój)
- Kwintet smyczkowy (skrzypce I, skrzypce II, altówka, wiolonczela, kontrabas)
- Kwintet dęty (flet, klarnet, obój, róg, fagot)
- Kwintet fortepianowy (fortepian, skrzypce I, skrzypce II, altówka, wiolonczela)